# 한국농림수산식품수출입조합
한국농림수산식품수출입조합은 농림수산식품의 수출을 진흥하고 거래질서를 확립하여 수출입산업의 건전한 발전을 도모 목적으로 1999년 4월 26일 설립된 대한민국 농림수산식품부 소관의 사단법인이다. 사무실은 서울특별시 서초구 양재동 232 aT센터 1106호에 있다.

## 주요 사업
- 수출입 가격유지 및 거래질서 확립에 관한 사업
- 해외선전 및 시장조사와 개척에 관한 사업
- 국내외 거래협정의 체결 및 분쟁의 중재와 조정
- 공동 또는 위탁에 의한 수출입 알선 또는 대행사업
- 정부나 조합원이 위촉하는 업무